# Emil von Arbter
Emil Ritter von Arbter, avstrijski general, * 4. marec 1839, † 21. december 1895.

## Življenjepis
Po končanju Terezijanske vojaške akademije je bil leta 1857 dodeljen lovskim enotam; udeležil se je druge italijanske osamosvojitvene vojne in avstrijsko-pruske vojne. V letih 1876–1880 je bil pribočnik cesarja in v letih 1884–1889 predsednik Deželnega predpisnega urada v sestavi generalštaba. Leta 1899 je postal brigadni poveljnik in komandant Vojaško-geografskega inštituta. Pozneje je postal tudi podpredsednik Avstro-ogrskega geografskega društva.
Upokojil se je 1. novembra 1895.

## Pregled vojaške kariere
Napredovanja
- generalmajor: 1. maj 1889 (z dnem 10. majem 1889)
- podmaršal: 1. maj 1894 (z dnem 8. majem 1894)